# Мумаріха
Мумарі́ха (рос. Мумариха, марій. Мамариха) — присілок у складі Гірськомарійського району Марій Ел, Росія. Входить до складу Троїцько-Посадського сільського поселення.

## Населення
Населення — 324 особи (2010; 331 у 2002).
Національний склад (станом на 2002 рік):
- росіяни — 94 %